# Cratere Morgiana
Morgiana è un cratere sulla superficie di Encelado.